# Liste der Stolpersteine in Neustadt in Sachsen
Die Liste der Stolpersteine in Neustadt in Sachsen enthält sämtliche Stolpersteine, die im Rahmen des gleichnamigen Kunst-Projektes von Gunter Demnig in Neustadt in Sachsen im Landkreis Sächsische Schweiz-Osterzgebirge verlegt wurden.

## Hintergrund
Die Verlegung der ersten Stolpersteine in Neustadt in Sachsen geht auf Initiative zwei Schülerinnen des Goethe-Gymnasiums Sebnitz zurück, die an einer Hausarbeit zum Thema Nationalsozialismus schrieben. An der Verlegung nahmen auch der Pfarrer, eine Museumsleiterin sowie der Bürgermeister Peter Mühle teil.

## Liste der Stolpersteine
| Bild | Verlegeort                 | Verlegedatum  | Inschrift                                                                       | Kurzvita/Anmerkungen |
| --- | -------------------------- | ------------- | ------------------------------------------------------------------------------- | -------------------- |
| Bild gesucht Die Wikipedia wünscht sich an dieser Stelle ein Bild vom hier behandelten Ort. Falls du dabei helfen möchtest, erklärt die Anleitung , wie das geht. BW | Böhmische Straße 19 (Lage) | 25. Aug. 2021 |                                                                                 | Meta und Eric Israel |
| Bild gesucht Die Wikipedia wünscht sich an dieser Stelle ein Bild vom hier behandelten Ort. Falls du dabei helfen möchtest, erklärt die Anleitung , wie das geht. BW | Böhmische Straße 19 (Lage) | 25. Aug. 2021 |                                                                                 | Meta und Eric Israel |
| Bild gesucht BW | Struvestraße 27 (Lage)     | 25. Aug. 2021 | Hier wohnte Frieda Elstner Jg. 1892 deportiert 1943 Auschwitz ermordet 2.1.1943 | Frieda Elstner       |